# Акназаров, Корчубек Акназарович
Корчубе́к Акназа́ров (кирг. Корчубек Акназаров; 1922 — 2019) — советский и киргизский коммунистический деятель, организатор сельскохозяйственного производства, первый секретарь Ак-Талинского и Кочкорского районных комитетов Компартии Киргизии, Киргизская ССР. Герой Социалистического Труда (1966). Депутат Верховного Совета Киргизии. Член ЦК Компартии Киргизии.

## Биография
Родился в 1 августа 1922 года в с. Кызыл-Октябрь (ныне — Таласская область).
В 1941—1942 учитель.
В 1942—1946 гг. служил в РККА, участник войны. В 1944 году вступил в ВКП(б). После демобилизации работал завучем школы имени К.Маркса в Чаткальском районе.
Позднее занимал различные партийные и хозяйственные должности. В 1961 году избран первым секретарём Ак-Талинского райкома Компартии Киргизии.
Занимался развитием сельскохозяйственного производства. По результатам семилетки (1959—1965) Ак-Талинский район занял передовые позиции по сельскохозяйственному производству в Нарынской области. Указом Президиума Верховного Совета СССР от 22 марта 1966 года удостоен звания Героя Социалистического Труда с вручением ордена Ленина и золотой медали «Серп и Молот».
С 1972 по 1988 год — первый секретарь Кочкорского райкома Компартии Киргизии.
На XII съезде Компартии Киргизии избирался в кандидаты в члены ЦК Компартии Киргизии и на XIII съезде — членом ЦК.
Дважды избирался депутатом Верховного Совета Киргизской ССР.
В 2000-х годах участвовал в общественной жизни Киргизии. Был членом партии «Бир бол».
Дочь — Акназарова Роза Корчубековна, депутат Жогорку Кенеша КР V созыва.
Скончался 1 февраля 2019 года в Бишкеке. Похоронен на Ала-Арчинском кладбище.
Память:
- Его именем названа средняя школа в селе Чолпон Кочкорского района.
- В селе Баетово Ак-Талинского района установлен бюст Корчубека Акназарова[5].

## Награды
- Медаль «Серп и Молот»
- 2 ордена Ленина (22.03.1966; 25.12.1976)
- орден Октябрьской Революции (10.12.1973)
- орден Отечественной войны 1-й степени (11.03.1985)
- 2 ордена Трудового Красного Знамени (08.04.1971; 30.03.1982)
- орден «Знак Почёта» (15.02.1957)
- медали «За боевые заслуги» (12.07.1944), «За трудовую доблесть» (11.01.1964)